# 辺令誠
辺 令誠（へん れいせい、生年不詳 - 至徳元載（756年））は、中国唐代の宦官。高仙芝の監軍となり一度はその危機を救ったが、最後には死に至らしめた。

## 略歴
『旧唐書』・『新唐書』高力士伝において、玄宗の重用した宦官の一人にその名前が見える。天宝6載（747年）、高仙芝の監軍として小勃律討伐に従軍し、連雲堡を弱兵3千人と守る。勝利後、長安に勝報を送った高仙芝が、河西節度使の夫蒙霊詧に勝手に送ったことをとがめられた。この時、高仙芝を弁護する上奏文を玄宗に送った。このため、夫蒙霊詧に代わって高仙芝が安西四鎮節度使となった。
天宝14載（755年）、安史の乱が勃発。高仙芝が封常清とともに潼関にて安禄山側の軍と対峙した時、再び監軍として従軍した。軍に口出しするも高仙芝に取り上げられなかったため、玄宗に高仙芝を讒言したと伝えられる。高仙芝・封常清両名の処刑の勅命が下り、辺令誠の手によって、封常清・高仙芝と続けて処刑された。
この後の詳細は不明だが、高仙芝の後任の哥舒翰の監軍は李大宜であるため、高仙芝の死後に長安に帰還したと考えられる。哥舒翰の敗北後、玄宗は長安を出奔し、辺令誠は中官将軍として長安に残る。暴徒を数十人殺して長安の治安を守ったが、安禄山側に降伏した。
至徳元載（756年）に即位をした粛宗のもとに来訪したが、粛宗に斬られた。

## 伝記資料
- 『旧唐書』
- 『新唐書』